# Adidas Tango 12

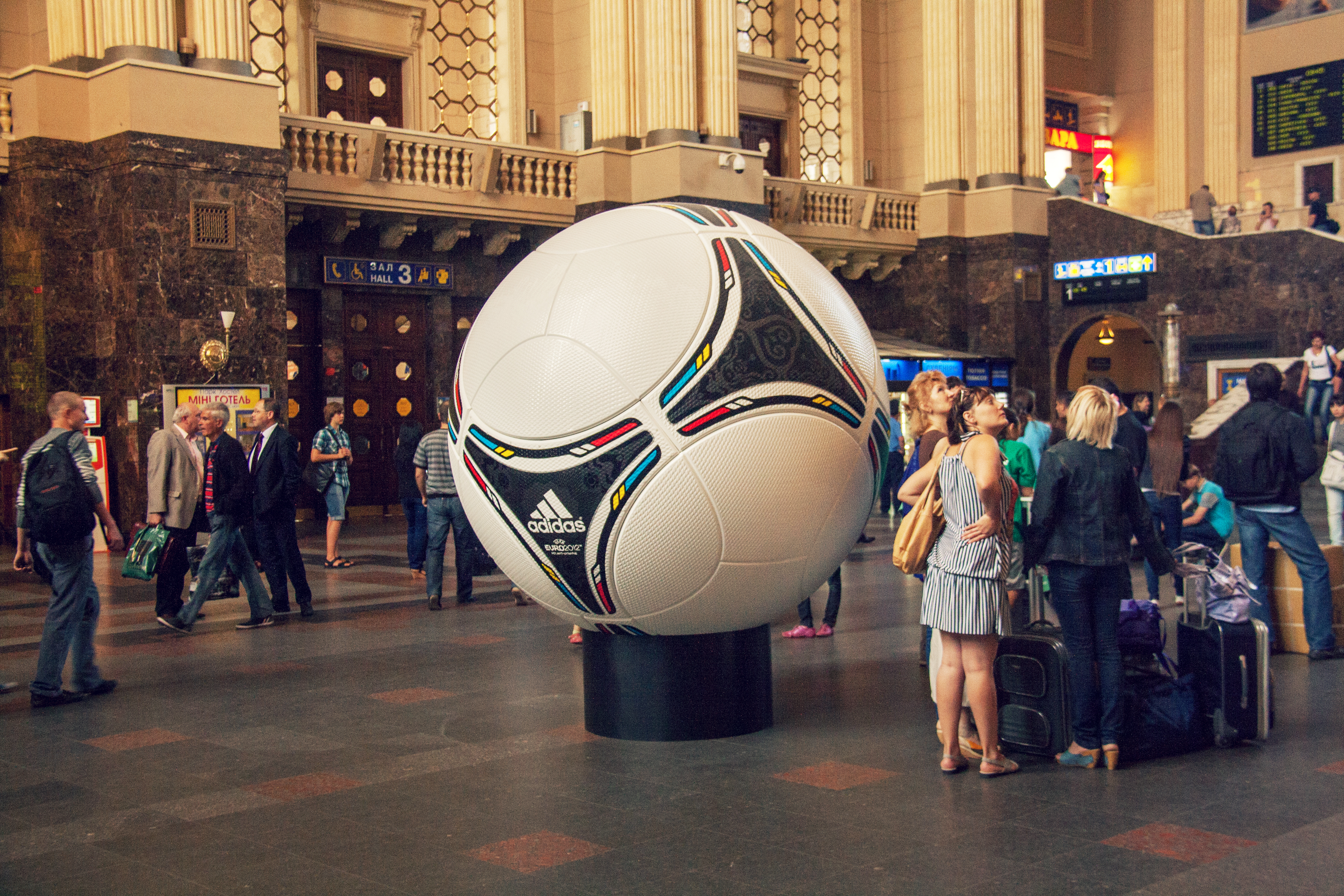
Копия мяча на вокзале Киев-Пассажирский

Adidas Tango 12 (Адидас Танго 12) — модель футбольного мяча, созданная компанией Adidas к чемпионату Европы по футболу 2012. Мяч назван в честь серии мячей Adidas Tango, которыми играли чемпионаты 1980-х годов — впрочем, новый мяч совсем не похож на старые. Мячи сходной конструкции использовались и в других соревнованиях — летних Олимпийских играх, Африканском кубке наций. Tango 12 — это четвёртый вариант.
В середине 2000-х годов компания Adidas решила отойти от традиционной формы мяча — усечённого икосаэдра. Первенцы, Teamgeist и Europass, получились не лучшими. Ситуацию должен был исправить Jabulani, использовавшийся в 2010 году в ЮАР, но нареканий стало даже больше. Его сложно вести полевому игроку, да и вратари жаловались на непредсказуемую траекторию Jabulani. НАСА выяснило причину такого странного поведения: на определённой скорости швы вызывают срыв потока. У большинства мячей критическая скорость низка (в пределах 50 км/ч), но гладкая покрышка Jabulani подняла её до скорости дальнего удара (около 70 км/ч). Поэтому число швов покрышки пришлось увеличить.

## Описание
Мяч был представлен 2 декабря 2011 года, во время жеребьёвки групповых турниров в Киеве. Это уже 11-й мяч, созданный на чемпионаты УЕФА. Мяч представил Сергей Бубка, президент НОК Украины.
Рисунок на мяче похож на старый Tango, с вкраплениями цветов Украины и Польши. Серым цветом нанесён узор, похожий на вытынанку — искусство вырезания узоров из бумаги, распространённое в сельской местности обеих стран. На мяче изображены эмблема чемпионата, знаки допуска и три разных вытынанки, символизирующие единство, соперничество и страсть.
Покрышка, как и раньше, полностью синтетическая. Крой покрышки изменён по сравнению с Adidas Jabulani — вместо восьми объёмных панелей Tango 12 состоит из 32 плоских. Детали, как и раньше, соединяются термоклеем. В стандартном мяче 60 точек соединения трёх деталей, в Adidas Europass — 24, в этом — в 24-х точках соединяются 4 детали, и в 12-ти — три. Снова изменилась текстура мяча, а новая камера из бутилкаучука (вместо каучука натурального) надёжнее держит воздух. Между покрышкой и камерой — сложный «сэндвич», состоящий из тканой подкладки, плотного промежуточного слоя и стеклонаполненной синтетической пены.
По отзывам, мяч получился намного «тяжелее» Jabulani (хотя Tango даже легче на 10 г), более хваткий для вратарей и более управляемый — для полевых игроков.

## Модели
Мяч отрабатывался более года, на менее крупных соревнованиях. Выпускался в разных расцветках:
| Год       | Название                    | Соревнование                             |
| --------- | --------------------------- | ---------------------------------------- |
| 1978—1988 | Adidas Tango                | Исходная линейка мячей                   |
| 2011      | Adidas Tango                | Суперкубок УЕФА 2011                     |
| 2011      | Adidas Tango                | Лига Европы УЕФА 2011/2012               |
| 2011      | Adidas Tango Argentina 12   | Чемпионат Аргентины по футболу 2011/2012 |
| 2011      | Torfabrik («фабрика голов») | Чемпионат Германии по футболу 2011/2012  |
| 2012      | Comoequa                    | Кубок африканских наций 2012             |
| 2012      | The Albert                  | Футбол на летних Олимпийских играх 2012  |
| 2012      | Prime                       | MLS 2012 (чемпионат США и Канады)        |
| 2012      | Adidas Tango 12             | Чемпионат Европы по футболу 2012         |
| 2012      | Adidas Tango 12 Finale      | Финал чемпионата Европы по футболу 2012  |

На ранних моделях мяча для суперкубка-2011 и чемпионата Германии 2011 было треугольное тиснение, в последних моделях оно было заменено более хватким зернистым. В остальном конструкция старых мячей аналогична Tango 12, но внешний вид больше похож на Jabulani.
Благодаря «низкотехнологичному» крою покрышки, существуют реплики Tango 12 с таким же покроем. Реплики Teamgeist и Jabulani гораздо менее красивы: рисунок приходится наносить на обычный мяч в форме усечённого икосаэдра.